# Orthogonius morvani
Orthogonius morvani – gatunek chrząszcza z rodziny biegaczowatych i podrodziny Orthogoniinae.

## Taksonomia
Gatunek ten opisali w 2003 roku Tian Mingyi oraz Thierry Deuve.

## Opis
Języczek o dwu szczecinkach na wierzchołku. Palpiger z bez szczecinek u podstawy. Parzyste  i nieparzyste międzyrzędy pokryw równej szerokości, gładkie. Siódmy międzyrząd bruzdowany w części podstawowej.

## Występowanie
Gatunek ten występuje w Tajlandii.